# ORANGE RANGE (2007年のアルバム)
『ORANGE RANGE』（オレンジレンジ）は、日本のミクスチャー・ロックバンド、ORANGE RANGEの2枚のベスト・アルバムの総称。
2007年7月25日に『ORANGE』『RANGE』の2枚がソニー・ミュージックレコーズのgr8!Recordsより同時発売された。

## 概要
ORANGE RANGE初のベストアルバム。
ロックやテクノ系が中心の『ORANGE』と、バラードといったハートウォーミングな曲が中心の『RANGE』の2枚が同時発売された。
初動売り上げは『RANGE』の方が3000枚多く1位。『ORANGE』は2位と、ワンツーフィニッシュを飾った。
オリコンウィークリーチャート首位獲得は「チャンピオーネ」以来、約1年2ヶ月ぶりになる。アルバムとしては『ИATURAL』以来、約1年9ヶ月ぶりとなる。
『ORANGE』と『RANGE』合わせてミリオンセールスを記録している。
「デビュー5周年記念」と謳われたが、メジャーデビューした年は2003年6月4日であり、実際には4年ほどである。
インディーズデビューが2002年2月22日であり、インディーズを含めればデビューして5年以上たっていることになる。
2006年までに発売された4枚のオリジナルアルバムに収録された全てのシングルと人気の高かった曲など、それぞれ15曲ずつ収録されている。
なお、収録されている音源は「UN ROCK STAR」を除き、全てオリジナルアルバムからの音源で収録されている。
収録曲の全曲がリマスタリングが施されている。
YAMATOのクレジットの欄には「僕とバスケットチームを作らないか+俺の髪のことは忘れろ、俺はお前のなんなんだ!!VOX」と書かれており、また2枚とも同じことを書いてある。
初回特典は豪華ブックレット、2枚同時購入者のみ特製収納袋「レンジ袋」など。
2009年9月2日、Blu-spec CD（完全生産限定盤）で再リリースされた。

## 収録曲
シングル曲およびカップリング曲の解説は各ページを参照。

### ORANGE
1. お願い!セニョリータ (3:44)
11thシングル。大塚ベバレジ「MATCH」CMソング。
KATCHAN脱退前最後のシングル。
2. ロコローション (3:15)
6thシングル。大塚ベバレジ「MATCH」CMソング。
3. DANCE2 feat.ソイソース (2:54)
4thアルバム『ORANGE RANGE』収録。
ポッキーCMソング。
4. キリキリマイ〜Album Ver.〜 (2:56)
1stシングルのアレンジ。1stアルバム『1st CONTACT』収録。
5. ZUNG ZUNG FUNKY MUSIC
5thシングルのカップリング。
第一興商「メロDAM」CMソング。
6. O-MO-I
1stアルバム『1st CONTACT』収録。
レゲエを取り入れた曲。
7. GOD69 (3:32)
3rdアルバム『ИATURAL』収録。
「Town & Country」CMソング。ハードロックチューン。
8. UN ROCK STAR (3:39)
10万枚限定生産の14thシングル。 シングルバージョンはアルバム初収録
9. ミチシルベ〜a road home〜 (5:13)
5thシングル。フジテレビ系連続ドラマ『FIRE BOYS 〜め組の大吾〜』主題歌。
初のオリコンチャート1位獲得曲。
10. ＊〜アスタリスク〜 (4:14)
10thシングル。
自身2番目のセールス。初動売上は自己最高の売上。
アニメ「BLEACH」初代OP。
11. yumekaze
3rdアルバム『ИATURAL』収録。
日本テレビ野球中継『THE LIVE 2005』イメージソング。
12. Иatural Pop
3rdアルバム『ИATURAL』収録。
「ありのまま」を表現したポップナンバー。
何故かポスターには、『ИATURAL POP』と大文字で書かれている。
13. チャンピオーネ (4:48)
13thシングル。
NHKの2006 FIFAワールドカップテーマソング。
14. SP Thanx (4:52)
2ndアルバム『musiQ』収録。
15. イケナイ太陽〜Short Ver.〜
17thシングルのショートバージョン。
ボーナストラック
フジテレビ系ドラマ『花ざかりの君たちへ〜イケメン♂パラダイス〜』のオープニングテーマ用にアレンジされている。サビ前までは一緒で、サビがシングル版での最後のサビに移るというもの。
当初は、サイトによって「イケナイ太陽〜ドラマサイズ〜」「イケナイ太陽〜TVサイズ〜」と表記されていた。

### RANGE
1. 以心電信 (3:45)
2ndアルバム「musiQ」収録。
本人たち出演の、au着うたCMソング。
2. 上海ハニー (2:55)
2ndシングルのアルバムアレンジ。1stアルバム『1st CONTACT』収録。
3. Winter Winner
3rdアルバム『ИATURAL』収録。
4. ラヴ・パレード (5:57)
10thシングル。
映画版『電車男』主題歌。
5. Walk on (4:05)
13thシングルのカップリング。
映画『チェケラッチョ!!』エンディングテーマソング。
6. TWISTER
1stアルバム『1st CONTACT』収録。
ライブでは、必ずと言っていいほど演奏される。曲中でタオルを回すのが恒例である。
7. チェスト (2:12)
7thシングル。
10万枚限定生産。
本人たちはオリコン1位を取れるとは思っていなかった。
8. SAYONARA (6:06)
15thシングル。
TBSドラマ『鉄板少女アカネ!!』主題歌。
9. 花 (4:10)
8thシングル。
自身最大のヒットシングル。映画『いま、会いにゆきます』主題歌。
10. MIRACLE
4thアルバム『ORANGE RANGE』収録。
打ち込み音を駆使した曲。
11. 男子ing session
2ndアルバム『musiQ』収録
テンポの速いダンスナンバー。
12. ビバ★ロック (4:04)
3rdシングルのアルバムアレンジ。1stアルバム『1st CONTACT』収録。
初のオリコンチャートトップ3入りを記録。アレンジした当楽曲が初のタイアップ曲となる。
13. キズナ (5:12)
12thシングル。
KATCHAN脱退後初のシングル。TBSドラマ『いま、会いにゆきます』主題歌。
14. 落陽〜Long Ver.〜 (6:29)
4thシングルのロングバージョン。1stアルバム『1st CONTACT』収録。
沖縄音楽を取り入れた楽曲。
15. イケナイ太陽〜Short Ver.〜
ボーナストラック
『ORANGE』収録の『イケナイ太陽〜Short Ver.〜』と同様。